# I Puma Bisenzio Rugby (femminile)
Le Puma Bisenzio è la sezione femminile dei Puma Bisenzio, club italiano di rugby a 15 di Campi Bisenzio.

## Storia
La sezione femminile dei Puma si formò nell'estate 2017 per aggregazione su un nucleo di giocatrici già impegnate nella coppa Italia a VII di elementi provenienti da altre squadre in dismissione del territorio circostante, come le Dame Nere, sezione femminile dei Cavalieri di Prato, e per condivisione del progetto sportivo da parte di altri club come il Gispi, ancora di Prato, il Gambassi, le Medicee di Firenze e il Versilia.
L'esordio avvenne a Napoli il 1º ottobre 2017, una vittoria per 50-0.
Il primo campionato terminò al settimo posto generale e, nel 2019, giunse un lieve miglioramento con il sesto posto, comunque ancora fuori dalla zona play-off; nel 2019-20 Le Puma allargarono la loro collaborazione alle Amazzoni Mugello, anche se il campionato non vide mai la fine perché annullato dalla F.I.R. a seguito delle restrizioni imposte per il contrasto alla pandemia di COVID-19; annullato anche il campionato successivo che, benché messo in calendario, non partì mai per lo stesso motivo e fu infine annullato.
Nel 2021-22, dopo sostanzialmente due anni di inattività, le Puma si classificarono terze nel loro girone e non si qualificarono ai play-off, ma giunsero in finale della Conference Cup, organizzata per le squadre che non si giocano lo scudetto.
Nell'anno sportivo 2023-24 è l'unica squadra di rugby a 15 femminile presente in Toscana, grazie anche alle collaborazioni attive con le società limitrofe (in ordine alfabetico: Amazzoni del Rugby Mugello; Femminile Senior del Gispi Rugby Prato, Seniores Femminile dell'ASD Rugby Lucca). Al termine della regular season risultano essere capolista del loro girone territoriale, qualificandosi per le semifinali di scudetto.

## Cronologia
| Cronistoria delle Puma Bisenzio Rugby |
| --- |
| - 2017 · nascita della sezione femminile del club - 2017-18 · 7º girone 2 serie A - 2018-19 · 6º girone 2 serie A - 2019-20 · 4º girone 4 serie A - 2020-21 · n/a - 2021-22 · 3º girone 3 serie A - 2022-23 · 3º girone 3 serie A - 2023-24 · 1º girone 2 serie A |

## Stadio
La sede degli incontri del club è lo stadio comunale in frazione San Donnino di Campi Bisenzio; si compone di due campi in erba naturale, il principale dei quali dotato di gradinate coperte per gli spettatori.